# Złącze mimośrodowe

Złącze mimośrodowe: po lewej zaczep typu euro (trzpień mimośrodu), po prawej śruba mimośrodowa (puszka mimośrodu)

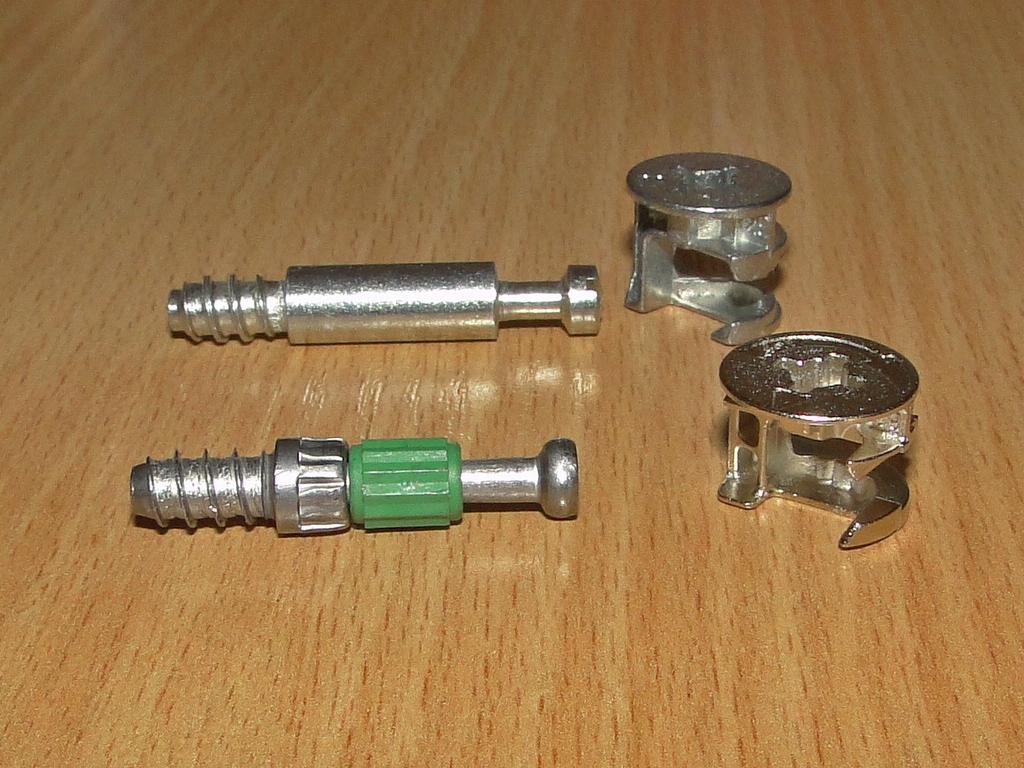
Złącza mimośrodowe o różnych długościach wykonane przez różnych producentów

Złącze mimośrodowe – rodzaj złącza meblarskiego stosowanego w przemyśle meblarskim do sztywnego, rozłącznego, bezklejowego łączenia ze sobą pod kątem prostym dwóch formatek wykonanych z płyty meblowej. Są one przede wszystkim wykorzystywane do łączenia elementów mebli skrzyniowych. Składa się ono z dwóch części: śruby mimośrodowej (puszki mimośrodu) oraz zaczepu z gniazdem typu EURO (trzpienia mimośrodu), który może być zarówno jednostronny jak i dwustronny (umożliwia symetryczne zaczepienie dwóch mimośrodów po obu stronach płyty meblowej). W stosowanych rozwiązaniach trzpienie wkręcane są albo bezpośrednio w gniazdo wykonane w płycie meblowej, albo montowane za pośrednictwem mufy. Związanie elementów następuje na skutek przekręcenia mimośrodu i wywołania napięcia montażowego między klinem a łbem trzpienia mimośrodu.
Główną zaletą złączy mimośrodowych w porównaniu z konfirmatami jest możliwość wielokrotnego łączenia i rozłączania połączonych elementów bez obawy uszkodzenia delikatnego gwintowania w płycie meblowej. Dodatkowo takie złączenie jest niewidoczne na zewnętrznej stronie formatki w którą wkręcany jest zaczep. Główną wadą tych złączy jest wyższy koszt produkcji, oraz konieczność wykonania dodatkowego otworu na śrubę mimośrodową. Wiąże się to z koniecznością stosowania specjalnego oprzyrządowania lub specjalistycznych obrabiarek.